# Gresham Life Assurance

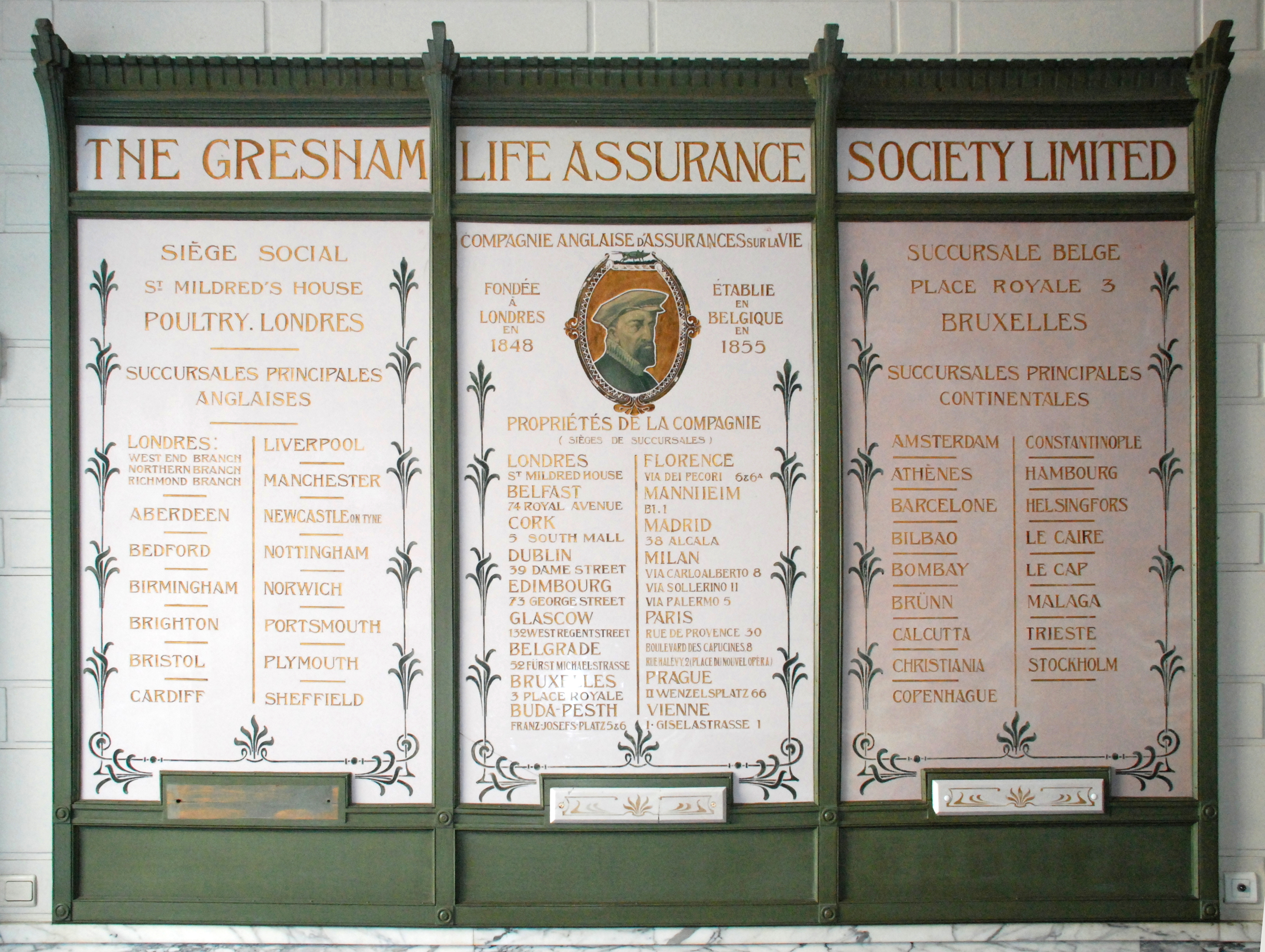
Targa in marmo nell'atrio della sede di Bruxelles

La Gresham Life Assurance Society Limited è una compagnia di assicurazioni sulla vita inglese fondata a Londra nel 1848. 

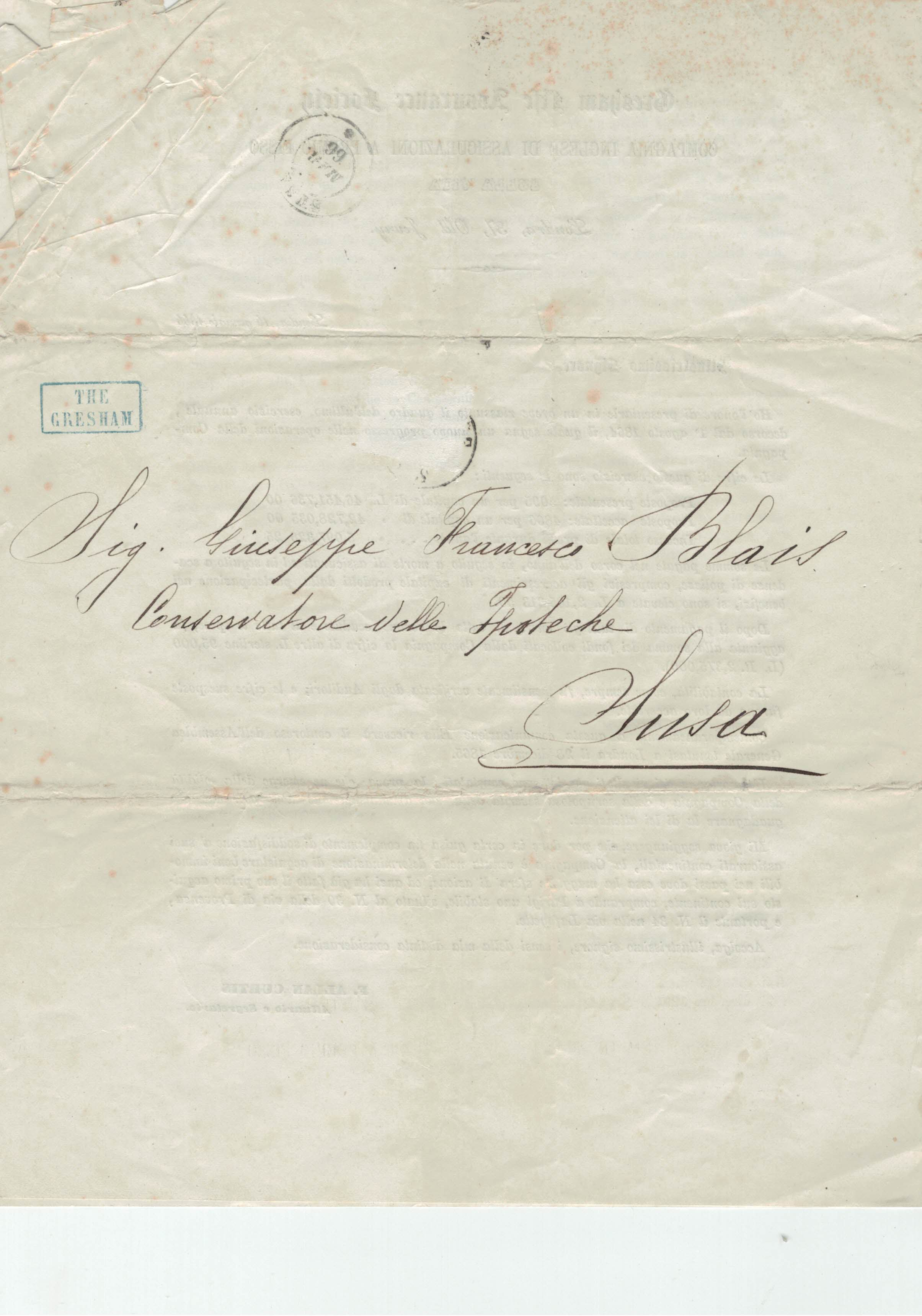
Lettera inviata ad un sottoscrittore in Italia nel 1866

## Storia
I suoi uffici londinesi, costruiti da John Jenkins Cole, erano situati al 37 Old Jewry, non lontano dal cuore della City di Londra e nei pressi di Gresham Street..
L'azienda ha fondato numerose filiali nel Regno Unito, in Europa e in altri continenti (Canada, Egitto e Sud Africa). Il primo stabile acquistato oltremanica fu la sede di Parigi nel 1854, ubicata in via Provenza 30 e portante il numero 34 di via Lafayette.
Nel Regno di Sardegna, la filiale fu creata con Regio Decreto del 28 settembre 1855. Dopo l'unità d'Italia la compagnia, che aveva come direttore B. Mages, si vede accordare il libero esercizio nel Regno con Regio Decreto del 29 dicembre 1861, e la sede si sposta da Torino a Firenze: dapprima in via dei Tavolini 10, poi (1868) in Via De' Buoni 2 a palazzo Orlandini.
Sempre nel 1855 la società ha stabilito la sua filiale belga a Bruxelles. Nel 1900, ha acquisito l'edificio in Place Royale e lo ha fatto ristrutturare in stile Art Nouveau tra il 1900 e il 1903 dall'architetto belga Léon Govaerts. Le altre filiali europee si trovavano in Bosnia, Erzegovina, Spagna, Ungheria, Austria, Baviera e Germania Ovest.
L'esercizio contabile scadeva il 31 luglio, e l'inventario era aggiornato con frequenza quinquennale, almeno dal 1865.
Dal 1904 al 1906 l'azienda si fece costruire la sede estera a Budapest, sempre in stile Art Nouveau: questo edificio tuttora esistente porta il nome di Gresham Palace (o Gresham-palota).
Oggi è una società dormiente.